# Lavalle (subte de Buenos Aires)
Lavalle es una estación de la línea C  de la red de subterráneos de la Ciudad de Buenos Aires ubicada debajo de la calle Esmeralda entre la peatonal Lavalle y la calle Tucumán, en el céntrico barrio de San Nicolás. La estación fue construida por la compañía española CHADOPyF e inaugurada el 6 de febrero de 1936, junto con la estación Retiro.
Se encuentra a unas dos cuadras del centro comercial de la calle Florida. Esta estación tiene la particularidad de que sus dos entradas están dentro de la línea de edificación, por lo que fue necesario adquirir las propiedades ubicadas sobre la misma para construir las bocas de salida.
En 1997 esta estación fue declarada Monumento Histórico Nacional.

## Decoración
La estación posee dos murales cerámicos de 16,30 x 1,8 metros basados en bocetos de Martín S. Noel y Manuel Escasany del año 1934, realizados por Hijos de Ramos Rejano en Sevilla, España. Ambos pertenecen a la serie Paisajes de España que recorre la línea entera y le dio en sus orígenes el nombre popular de «línea de los españoles»: el que se ubica en el andén hacia Retiro muestra lugares de Lérida, Tarragona, Barcelona, Monserrat y nuevamente Lérida; y el que aparece en el andén opuesto, a Constitución, escenas de Alicante, Valencia, Teruel, Huesca y Zaragoza.
Las dos boleterías que se hallan cada una ascendiendo desde los extremos de los andenes fueron redecoradas con azulejos rosados por la concesionaria pública SBA en los años '70 y nuevamente ambientadas por Metrovías en los años '90 con material asfáltico pintado de negro y ocre.

## Hitos urbanos
Se encuentran en las cercanías de esta:
- Comisaría N.º 1 de la Policía Federal Argentina
- Dirección general de Rentas (AGIP) del Gobierno de la Ciudad de Buenos Aires
- Embajadas de: Malta y Bolivia
- Consulados de: Malta, Samoa, Jordania, India, Singapur y Sri Lanka
- Unidad de Orientación y Denuncia Subte B
- Instituto de Formación Técnica Superior N.º17
- Escuela Primaria Común N.º13 Gral. San Martín
- Centro Educativo de Nivel Secundario N.°46
- Escuela Primaria Común/Adultos N.º 7 Presidente Roca
- Centro de Información y Documentación en Oncología
- Teatro Colón
- Centro Cultural e Informativo de la Embajada de Japón
- Museo de Informática de la República Argentina
- Los Bares Notables: Le Caravelle, Claridge Bar, Confitería Ideal y Confitería Saint Moritz

## Imágenes

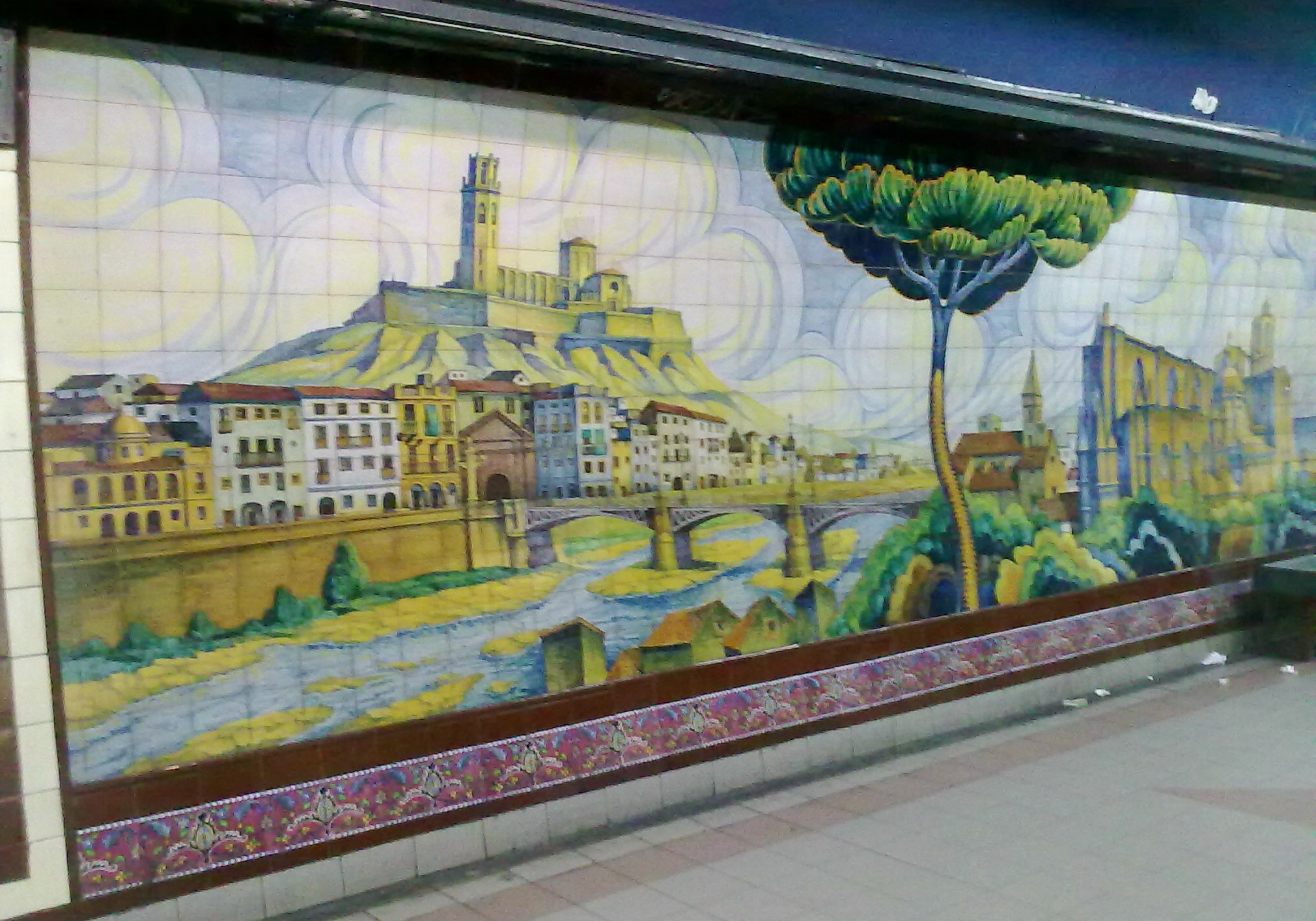
Paisajes de España, mural en el andén a Retiro (lado oeste).
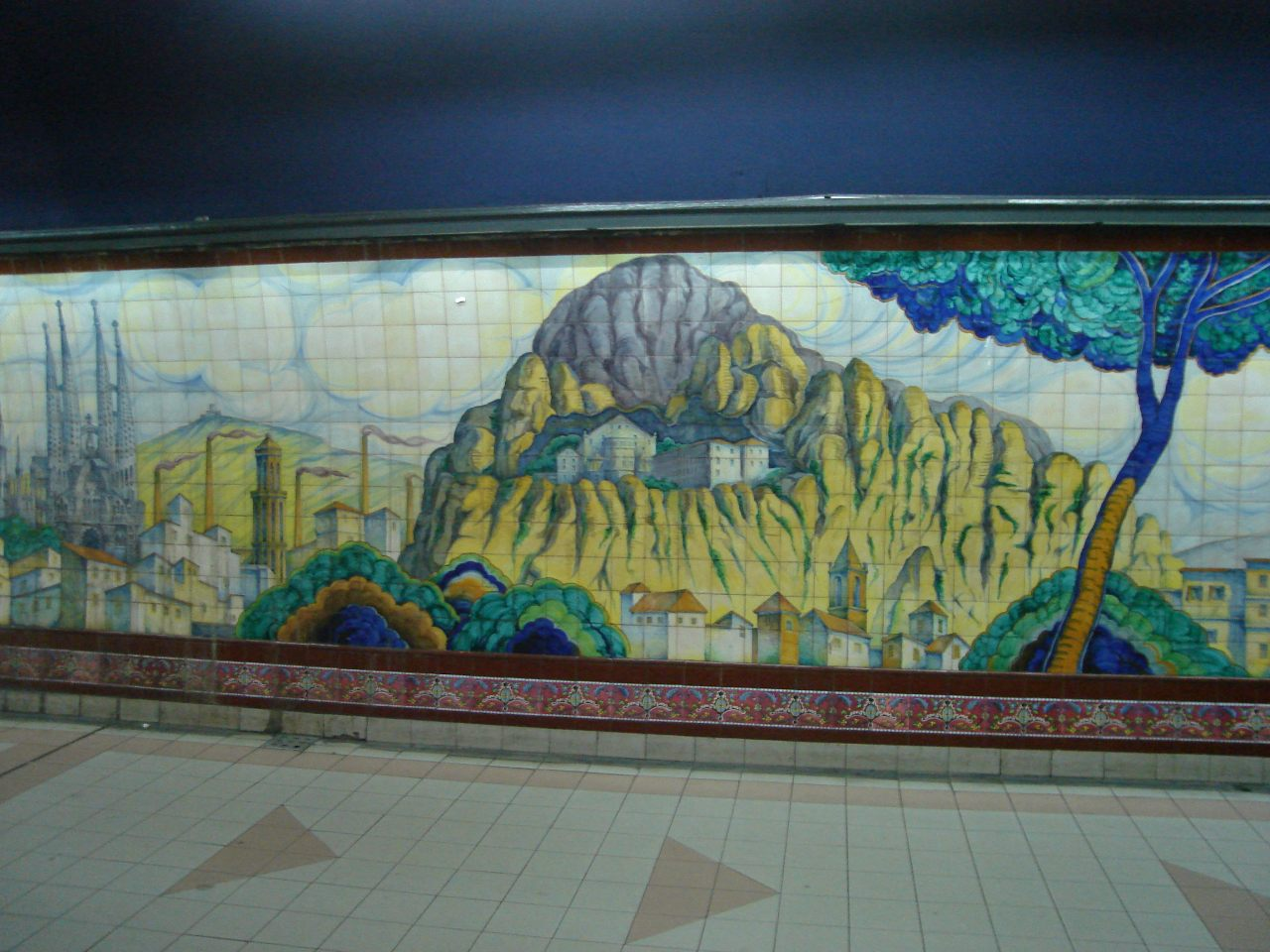
Paisajes de España, Mural en el andén a Constitución (lado este).
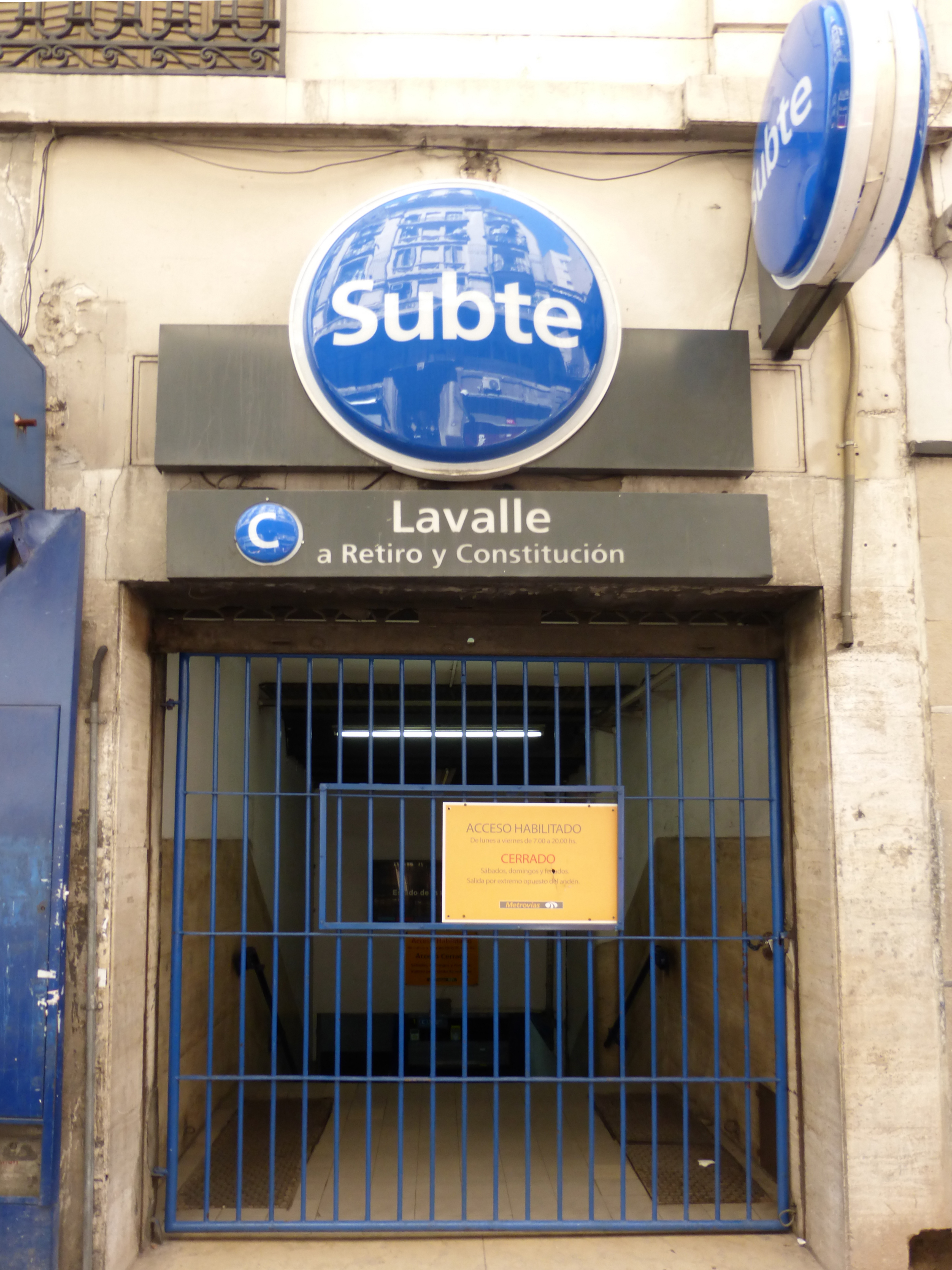
Entrada sobre la calle Esmeralda.
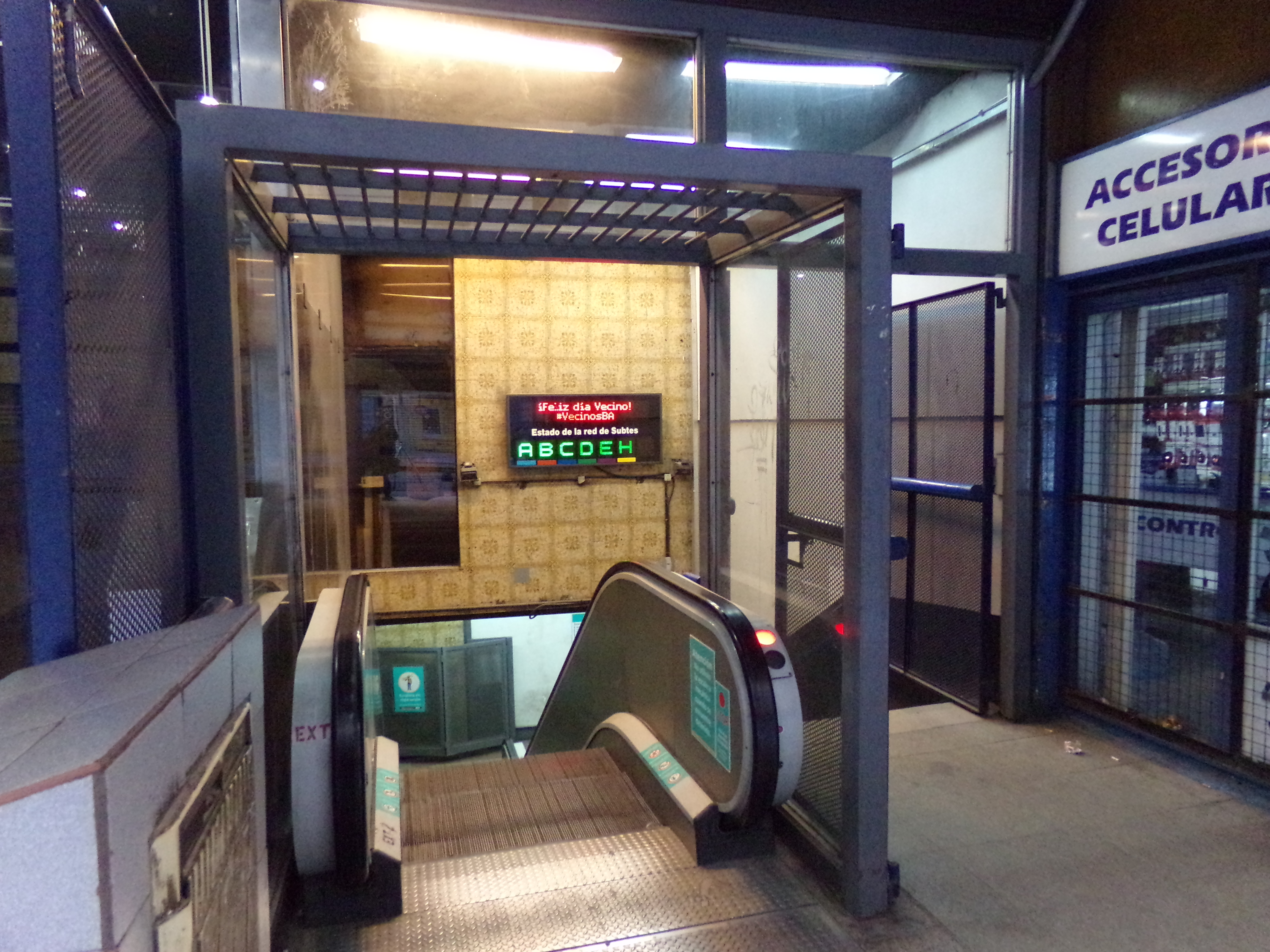
La otra entrada sobre la calle Esmeralda.
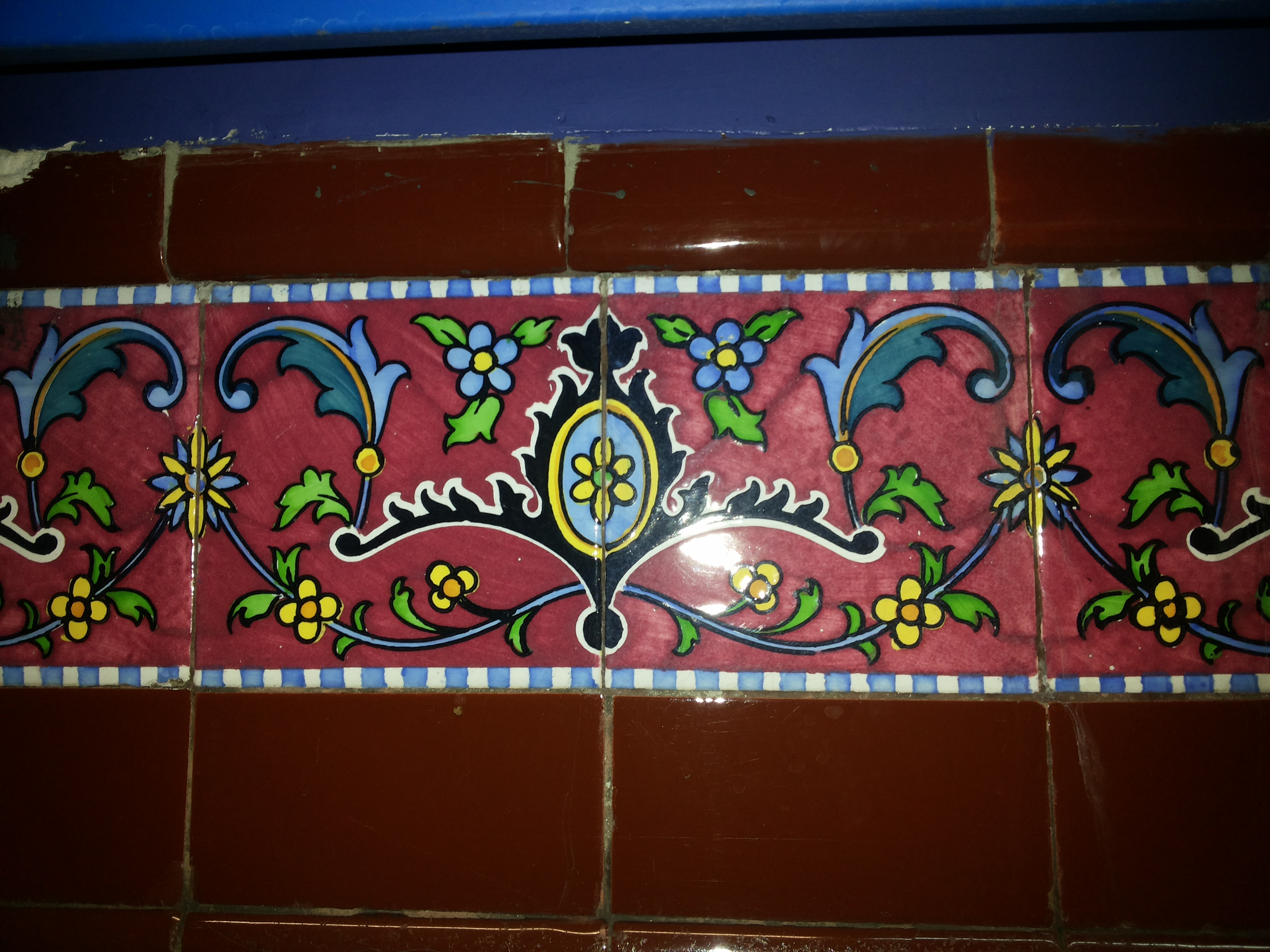
Detalle sobre las mayólicas.
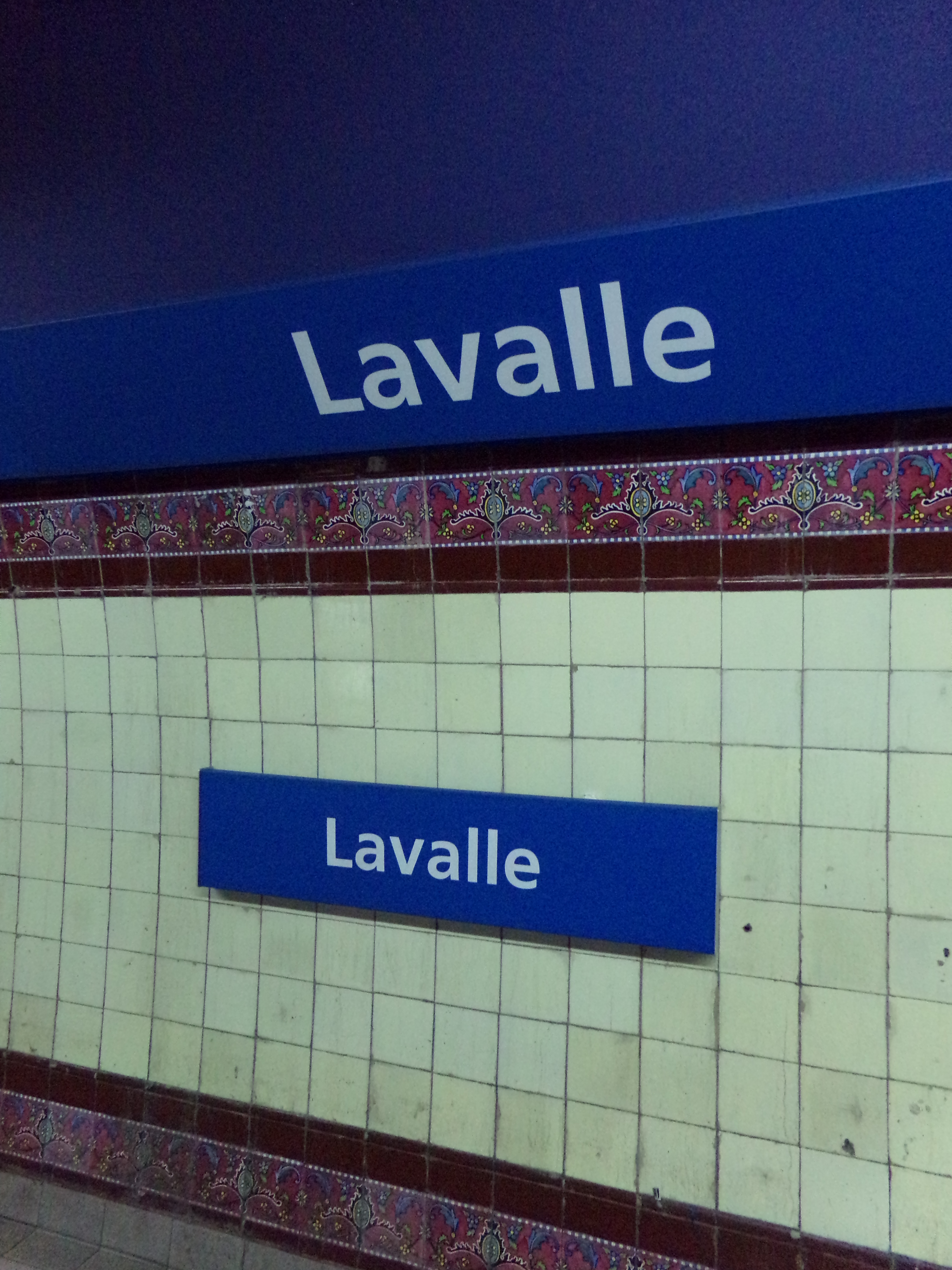
Señalética renovada en 2015.